# Soundz of Freedom
Soundz Of Freedom: My Ultimate Summer Of Love – album Boba Sinclara wydany 21 maja 2007; składa się z 14 utworów.

## Lista utworów
1. Sound Of Freedom – feat. Gary Pine & Dollarman
2. Rock This Party (Remix 2007)
3. What I Want – Fireball
4. Hard
5. Kiss My Eyes (Cubeguys Remix)
6. I Feel For You (Axwell Remix)
7. Everybody Movin' (Kurd Maverick & Eddie Thoneick Remix)
8. Everybody Movin' (Guy Schreiner Remix)
9. Ultimate Funk – feat. Big Ali (Tocadisco Remix)
10. Beat Goes On (Mousse T. Remix)
11. Champs Elysees Theme (Jamie Lewis Remix)
12. Tribute – feat. Michael Robinson & Ron Carroll
13. Together – feat. Steve Edwards
14. Give A Lil' Love – feat. Gary "Nesta" Pine (Erik Kupper Remix)